# Robert E. Huyser

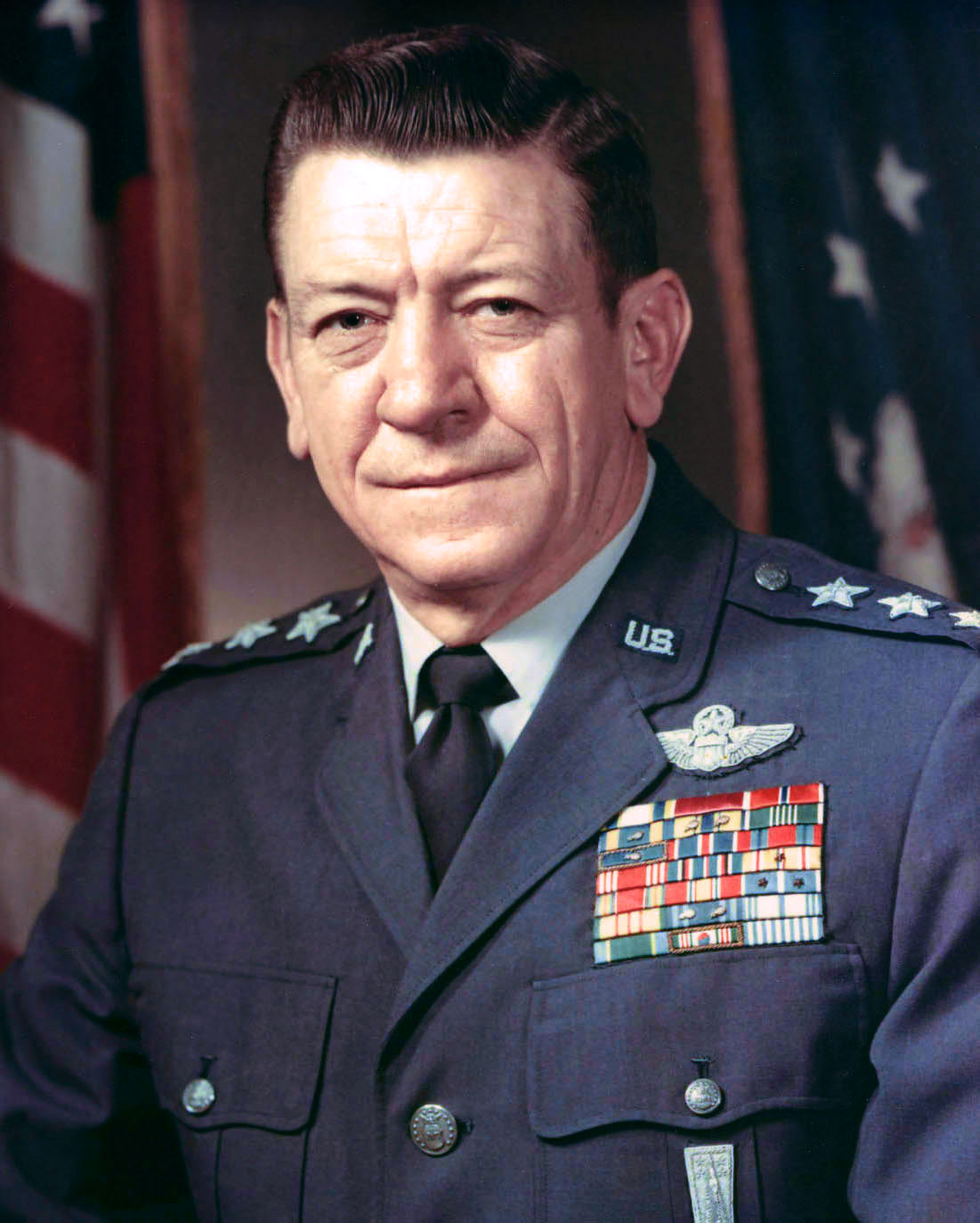

Robert Ernest Huyser (14 de junio de 1924 - 22 de septiembre de 1997) fue un general de cuatro estrellas en la Fuerza Aérea de los Estados Unidos que sirvió como subcomandante en jefe, Comando Europeo de Estados Unidos (DCINCEUR) 1975-1979; y como Comandante en Jefe, el Comando de Transporte Aéreo Militar (CINCMAC) 1979-1981.

## Primeros años
Huyser nació en 1924, en Paonia, Colorado, donde se graduó en Paonia High School. Más tarde asistió a Modesto Junior College en Modesto, California, y Ouachita College en Arkadelphia, Arkansas.

## Carrera militar
Fue reclutado por el Ejército en abril de 1943 y en 1944 entró en el programa de cadetes de la aviación. En septiembre de 1944 se graduó de la escuela de vuelo y recibió sus alas piloto y comisión como segundo teniente. 
Durante la Segunda Guerra Mundial voló B-29 Superfortresss en la zona suroeste del Pacífico. En mayo de 1945 fue destinado como piloto de B-29 en Clovis, Nuevo México. De agosto de 1946 a mayo de 1947, Huyser era un comandante de la aeronave en la 307a ala del bombardeo, MacDill Field, Florida. El próximo en convertirse en un comandante de la aeronave en la 93 ª Ala del bombardeo en el castillo de la Base de la Fuerza Aérea, en California, y en 1950 fue asignado al personal del ala como jefe de entrenamiento.

## Obra
Huyser publicó un libro titulado Misión a Teherán en 1987.